# Pyxidiophora spinulorostrata
Pyxidiophora spinulorostrata är en svampart som beskrevs av J. Webster & D. Hawksw. 1986. Pyxidiophora spinulorostrata ingår i släktet Pyxidiophora och familjen Pyxidiophoraceae.   Inga underarter finns listade i Catalogue of Life.